# Black Reel Awards 2016
16. ročník předávání cen Black Reel Awards se konal dne 18. února 2016 ve Washingtonu D.C. Nejvíce cen si domů odnesl film Creed, celkem 5.

## Vítězové a nominovaní

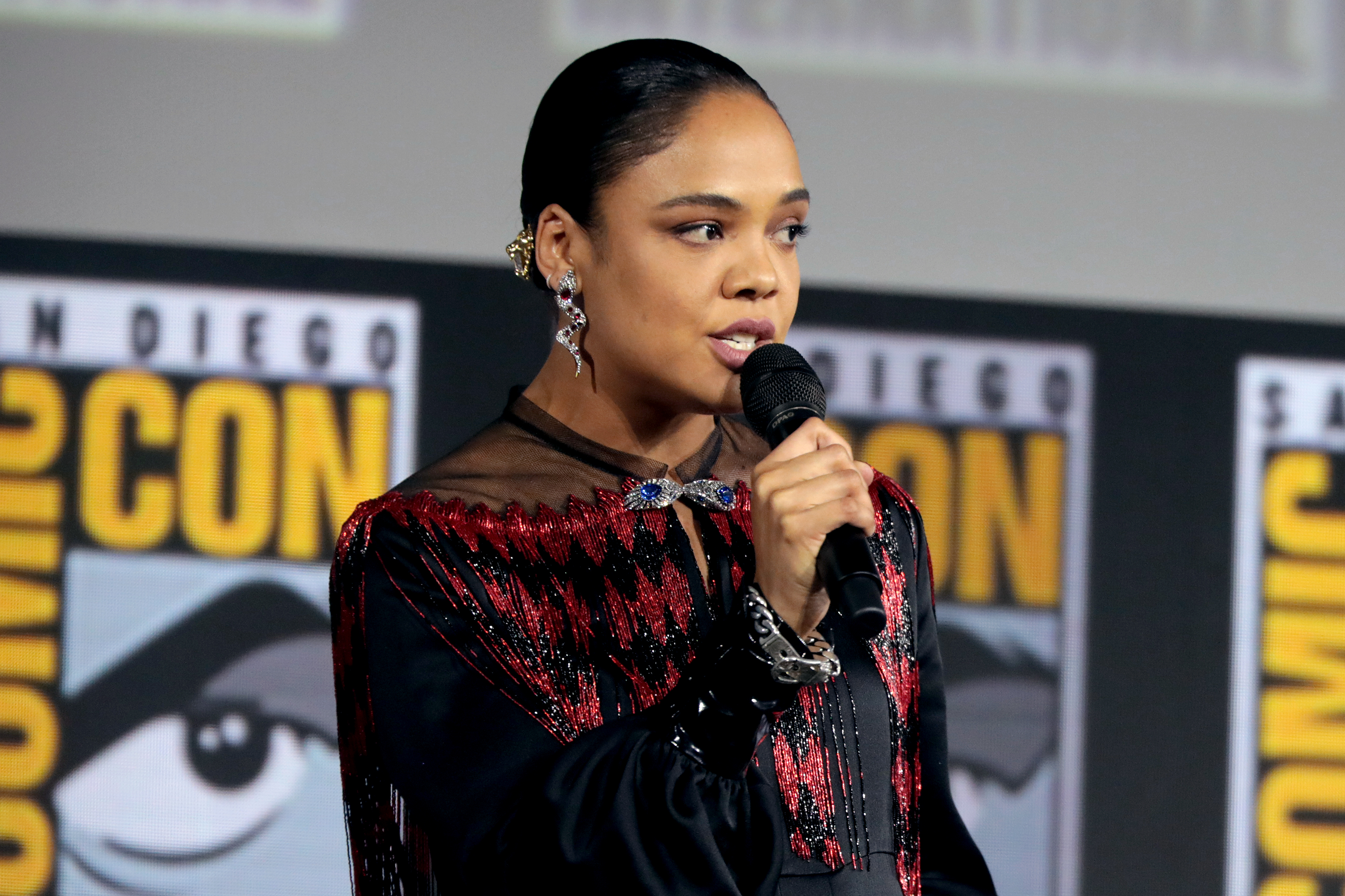
Tessa Thompson, vítězka v kategorii nejlepší ženský herecký výkon ve vedlejší roli

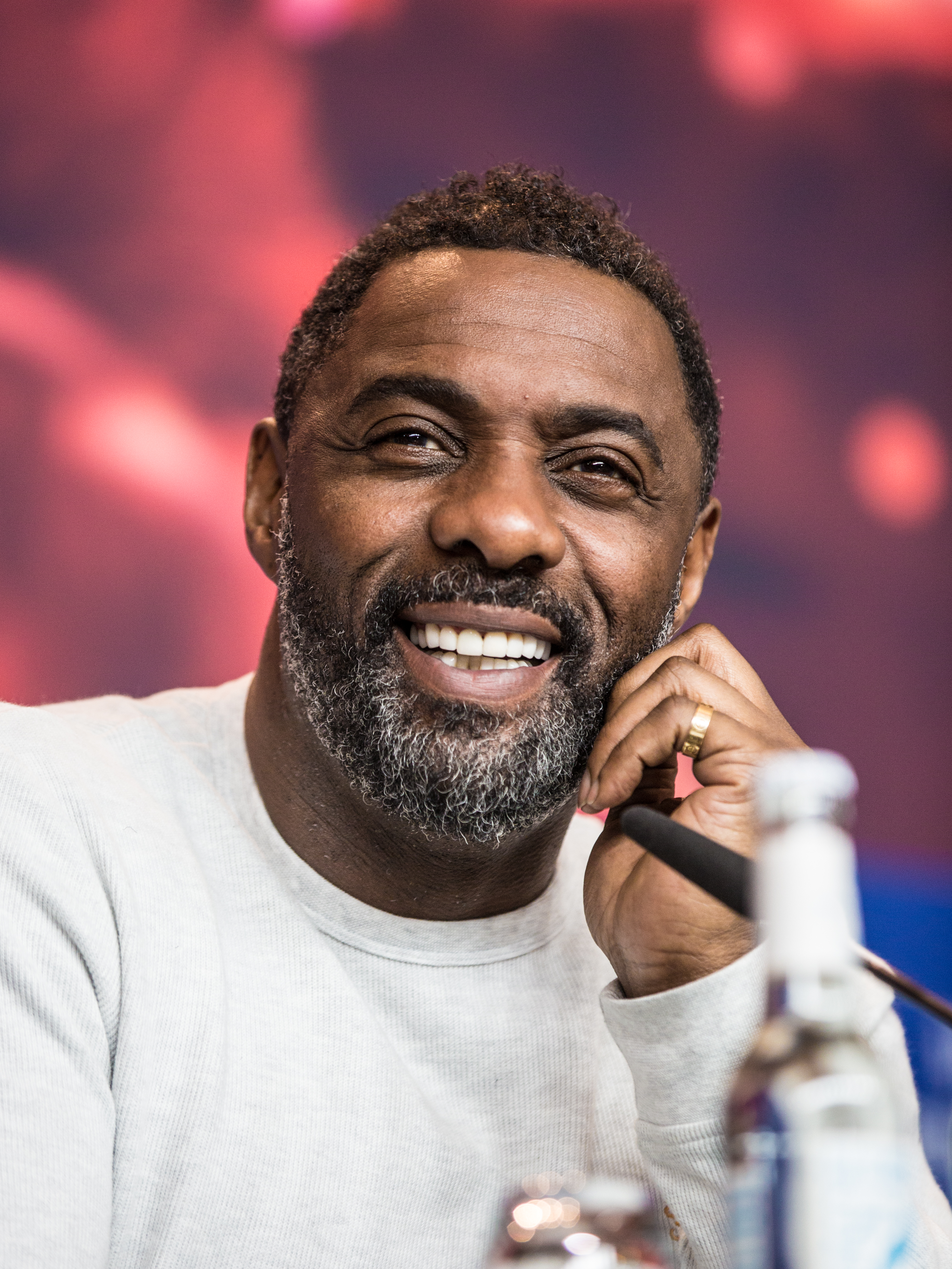
Idris Elba, vítěz v kategorii nejlepší mužský herecký výkon ve vedlejší roli

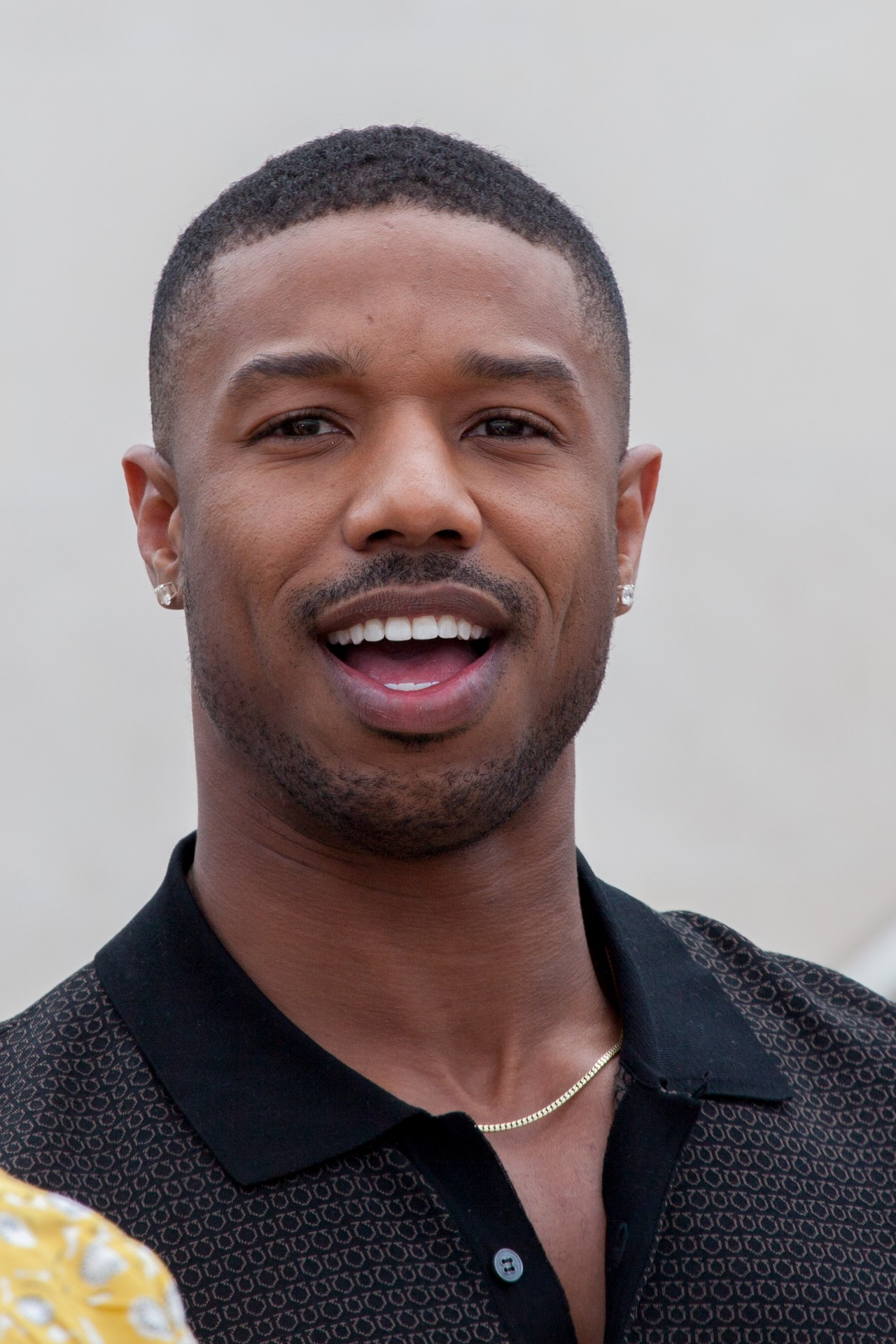
Michael B. Jordan, vítěz v kategorii nejlepší mužský herecký výkon v hlavní roli

### Film

#### Nejlepší film
Creed
- Bestie bez vlasti
- Chi-Raq
- Diagnóza: Šampión
- Straight Outta Compton

#### Nejlepší režisér
Ryan Coogler – Creed
- Rick Famuyiwa – Matroš
- Antoine Fuqua – Bojovník
- F Gary Gray – Straight Outta Compton
- Spike Lee – Chi-Raq

#### Nejlepší scénář
Ryan Coogler a Aaron Covington – Creed
- Rick Famuyiwa – Matroš
- Spike Lee a Kevin Willmott– Chi-Raq

#### Nejlepší herec v hlavní roli
Michael B. Jordan – Creed
- Abraham Attah – Bestie bez vlasti
- Chiwetel Ejiofor – Z for Zachariah
- Samuel L. Jackson – Osm hrozných
- Will Smith – Diagnóza: Šampión

#### Nejlepší herečka v hlavní roli
Teyonah Parris – Chi-Raq
- Viola Davis – Lila & Eve
- Kitana Kiki Rodriguez – Transdarinka
- Zoe Saldana – Svět na houpačce
- Karidja Toure – Holčičí parta

#### Nejlepší herec ve vedlejší roli
Idris Elba – Bestie bez vlasti
- Chiwetel Ejiofor – Marťan
- Corey Hawkins – Straight Outta Compton
- Jason Mitchell – Straight Outta Compton
- Forest Whitaker – Bojovník

#### Nejlepší herečka ve vedlejší roli
Tessa Thompson – Creed
- Angela Bassettová – Chi-Raq
- Zoë Kravitz – Matroš
- Gugu Mbatha-Raw – Diagnóza: Šampión
- Mya Taylor – Transdarinka

#### Nejlepší cizojazyčný film
Holčičí parta (Francie) – Céline Sciamma
- Freetown (Libérie) – Garrett Batty
- Honeytrap (Spojené království) – Jonas Carpignano
- Mediterranea (Itálie) – Jonas Carpignano
- Moje milá Viktoria (Francie) – Jean-Paul Civeyrac
- Samba (Francie) – Olivier Nakache a Éric Toledano

#### Nejlepší hlas (dabing)
Rihanna – Konečně doma
- Maya Rudolph – Zázračné kouzlo
- Marelik Walker – Snoopy a Charlie Brown. Peanuts ve filmu
- Quvenzhane Wallis – Prorok
- Jeffrey Wright – Hodný dinosaurus

#### Nejlepší skladatel
Joseph Trapanese – Straight Outta Compton
- Terence Blanchard – Chi-Raq
- Germaine Franco – Matroš
- Ludwig Göransson – Creed
- Dan Romer – Bestie bez vlasti

#### Nejlepší filmová píseň
„See You Again“ – Rychle a zběsile 7 – Wiz Khalifa a Charlie Puth
- „Earned It“ – Padesát odstínů šedi – The Weeknd
- „Grip“ – Creed – Tessa Thompson
- „Talking to My Diary“ – Straight Outta Compton – Dr. Dre
- „Waiting for My Moment“ – Creed – Childish Gambino, Vince Staples a Jhené Aiko

#### Nejlepší obsazení
Victoria Thomas a Cindy Tolan – Straight Outta Compton
- Kim Coleman – Chi-Raq
- Kim Coleman – Matroš
- Lindsay Graham a Mary Vernieu – Diagnóza: Šampión
- Francine Maisler – Creed

#### Nejlepší dokument
What Happened, Miss Simone? – Liz Garbus
- A Ballerina's Tale – Nelson George
- The Amazing Nina Simone – Jeff L. Lieberman
- The Black Panthers: Vanguard of the Revolution – Stanley Nelson Jr.
- Sweet Micky for President – Ben Patterson

#### Nejlepší nezávislý film
Transdarinka – Sean S. Baker
- Blackbird – Patrik-Ian Polk
- Knucklehead – Ben Bowman
- The Man in 3B – Trey Haley
- Somewhere in the Middle – Lanre Olabisi

#### Nejlepší nezávislý dokument
Mary Lou Williams: The Lady Who Swings the Band – Carol Bush
- Adina Howard 20: A Story of Sexual Liberation – Gezus Zaire
- Be Known – Dwayne Johnson-Cochran
- Cody High: A Life Remodeled Project – Walter V. Marshall
- Romeo is Bleeding – Jason Zeldes

#### Nejlepší nezávislý krátkometrážní film
Addiction – Danny Dzhurayev
- David's Reviere – Neil Creque Williams
- Sacred Heart – Sol Aponte a Jennia Fredrique

#### Objev roku – žena
Kiersey Clemons – Matroš
- Chanel Iman – Matroš
- Kitana Kiki Rodriguez – Transdarinka
- Assa Sylla – Holčičí parta
- Mya Taylor – Transdarinka

#### Objev roku – muž
Abraham Attah – Bestie bez vlasti
- RJ Cyler – Já, Earl a holka na umření
- O'Shea Jackson Jr. – Straight Outta Compton
- Jason Mitchell – Straight Outta Compton
- Shameik Moore – Matroš

### Televize

#### Nejlepší limitovaný seriál nebo televizní film
Bessie (HBO) – Ron Schmidt
- American Crime (ABC)
- The Book of Negroes (BET)
- Luther (BBC)
- Najděte mi hrdinu (HBO)

#### Nejlepší režie (limitovaný seriál nebo televizní film)
Dee Rees – Bessie (HBO)
- Angela Bassettová – Whitney (Lifetime)
- Regina Kingová – Let the Church Say Amen (BET)
- John Ridley – American Crime (ABC)
- Clement Virgo – The Book of Negroes (BET)

#### Nejlepší scénář (limitovaný seriál nebo televizní film)
John Ridley – American Crime (ABC)
- Christopher Cleveland, Bettina Gilois a Dee Rees – Bessie (HBO)
- Stacy A. Littlejohn – American Crime (ABC)
- David Simon a William F. Zorzi – Najděte mi hrdinu (HBO)
- Clement Virgo – The Book of Negroes (BET)

#### Nejlepší herec (limitovaný seriál nebo televizní film)
David Oyelowo – Rozervaná duše (HBO)
- Steve Harris – Let the Church Say Amen (BET)
- James Earl Jones – Great Performances: "Driving Miss Daisy" (PBS)
- Amin Joseph – Stock Option (TVOne)
- Michael K. Williams – The Spoils Before Dying (IFC)

#### Nejlepší herečka (limitovaný seriál nebo televizní film)
Queen Latifah – Bessie (HBO)
- Yaya DaCosta – Whitney (Lifetime)
- Aunjanue Ellis – The Book of Negroes (BET)
- Regina Hall – S tímto prstenem (Lifetime)
- Shanice Williams – Čaroděj (NBC)

#### Nejlepší herec ve vedlejší roli (limitovaný seriál nebo televizní film)
Bokeem Woodbine – Fargo (FX)
- Charles S. Dutton – Bessie (HBO)
- Cuba Gooding Jr. – The Book of Negroes (BET)
- David Alan Grier – Čaroděj (NBC)
- Michael K. Williams – Bessie (HBO)

#### Nejlepší herečka ve vedlejší roli (limitovaný seriál nebo televizní film)
Regina Kingová – American Crime (ABC)
- Angela Bassettová – American Horror Story: Hotel (FX)
- Mary J. Blige – Čaroděj (NBC)
- Mo’Nique – Bessie (HBO)
- Amber Riley – Čaroděj (NBC)

#### Nejlepší televizní speciál nebo dokument
Čaroděj (NBC)
- Tři a půl minuty, deset výstřelů (HBO)
- Holler If You Hear Me: Black and Gay in the Church (BET)
- Kareem: Minority of One (HBO)
- Stevie Wonder Songs in the Key of Life: An All-Star Grammy Tribute (CBS)